# جوزيف شوارتز
جوزيف شوارتز (بالإنجليزية: Joseph Schwartz)‏ هو مهندس معماري أمريكي، ولد في 1858، وتوفي في 26 ديسمبر 1927.